# Bataillon Somalie
Le bataillon Somalie (en russe : Батальон «Сомали») est une unité militaire de la république populaire de Donetsk. Il participe à la guerre dans le Donbass entre 2014 et 2022 et soutient les forces russes combattant contre les forces armées ukrainiennes dans le cadre de l'invasion russe depuis 2022.

## Historique
Le nom complet du bataillon est « 1er bataillon de chars séparé en Somalie » (anciennement 1er groupe de bataillon tactique séparé en Somalie). Le bataillon a pris le nom de « Somalie » car, selon son ancien commandant Mikhail Tolstykh alias Guivi, ses membres sont aussi intrépides que les Somalis. Selon ce dernier, 70 % du personnel des bataillons combattaient auparavant dans la 1re brigade de Sloviansk.
L'unité est stationnée en permanence à Donetsk et à Makiïvka.
Elle fait partie des organisations ciblées par des sanctions de l'Union européenne.
En 2015, les républiques séparatistes du Donbass et toutes leurs « unités militaires » sont désignées comme « organisations terroristes » par la Cour suprême d'Ukraine,. Pendant cette période, le bataillon participe à la seconde bataille de l'aéroport de Donetsk.
Depuis lors, le Service de sécurité ukrainien poursuit les membres de l'unité en vue de les interpeller et de les juger,,.
Le 7 février 2017, son chef, Mikhaïl Tolstykh, est tué par une explosion dans son bureau à Donetsk.
Lors de l'invasion russe de l'Ukraine en 2022, le bataillon prend part au siège de Marioupol, à la bataille d'Avdiïvka ainsi qu'à la bataille de Pisky.

## Équipement
Le bataillon dispose de chars T-64 et T-72, de véhicules de combat blindés BMP-1, BTR-70, MT-LB et BRDM-2 ainsi que d'artillerie, de mortiers et de véhicules de transport de soutien.